# Consequence (rivista)
Consequence (noto precedentemente come Consequence of Sound) è un magazine online con sede a Chicago. Consiste in recensioni e notizie riguardanti il mondo dello spettacolo, della musica e del cinema. Nel 2019 viene lanciata la Consequence of Sound Radio, una radio 24/7 in onda 365 giorni l'anno su TuneIn.
Il magazine prende il nome dal brano della cantautrice statunitense Regina Spektor Consequence of Sounds, contenuto nell'album Songs.